# Locomotiva 4-6-0

Diagrama do arranjo de rodas 4-6-0.

Uma locomotiva 4-6-0 possui, de acordo com a Classificação Whyte para locomotivas a vapor,  um arranjo de rodas com quatro rodas guia em um truque de dois eixos sem tração, seguidas de seis rodas motrizes, em três eixos, e nenhum conjunto de rodas portantes em eixos posteriores.

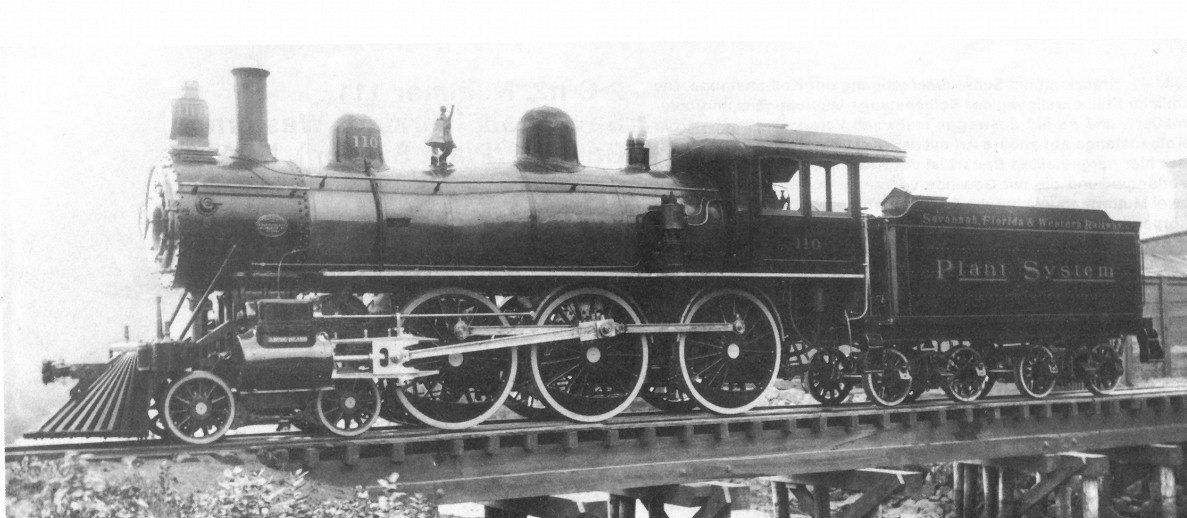
Locomotiva 4-6-0, “Ten-Wheeler".

As locomotivas com arranjo 4-6-0, também conhecidas como “Ten-Wheeler”, surgiram a partir de 1847, como uma evolução do modelo 4-4-0, American, visando máquinas mais potentes. Cerca de 16 mil foram construídas, atestando sua popularidade em seu tempo.

## Outras classificações
Outros sistemas de classificação representam o arranjo 4-6-0 com as seguintes notações:
- Classificação alemã (UIC): 2C
- Classificação francesa: 2-3-0